# Helen Simon
Helen Simon (geboren 1975 in Mannheim) ist eine deutsche Filmregisseurin und Hochschuldozentin. Ihr Dokumentarfilm Nirgendland, der sich mit sexuellem Missbrauch in der Familie auseinandersetzt, wurde 2014 beim DOK.fest München als bester deutschsprachiger Dokumentarfilm ausgezeichnet.

## Leben und Werk
Helen Simon verbrachte einen Teil ihrer Kindheit, von 1981 bis 1989, in den USA, in New York, Pittsburgh und Houston. Nach dem Schulabschluss in Deutschland studierte sie von 2000 bis 2005 Germanistik, Philosophie und Amerikanistik in Bochum, Marburg und Frankfurt am Main, was sie mit dem Magister beendete. Noch während ihres Studiums realisierte sie im Jahr 2004 den Essay-Kurzfilm Diane Arbus. The Wizard of Odds.
2005 nahm Simon ein Studium an der Hochschule für Fernsehen und Film München in der Abteilung Dokumentarfilm und Fernsehpublizistik auf. Dort entstand in Zusammenarbeit mit Nancy Brandt der Dokumentarfilm Wie immer herzliche Grüße (2007–2009). Die Filmemacherinnen folgten mit der Kamera geografisch dem deutsch-deutschen Grenzzaun und setzten sich anhand eines über 30 Jahre währenden Ost-West-Briefwechsels mit der Teilung auseinander.
Bereits während ihres Studiums unterrichtete sie ab 2008 in der Abteilung Medien- und Kommunikationswissenschaft der HFF. Ab 2009 arbeitete sie an ihrer Dissertation zum Thema Versprechen des Dokumentarfilms. 2011 gab sie gemeinsam mit Judith Früh den ersten Band Bilder wilder Jahre (1967–1979) in der Publikationsreihe Die Filme der HFF München heraus.
Ihr Studienabschlussfilm Nirgendland aus dem Jahr 2014 thematisierte den sexuellen Missbrauch zweier Frauen über zwei Generationen hinweg und die juristische Aufarbeitung des Falls. Schon 2010 hatte sie mit ersten Recherchen zum Thema begonnen. Der Film erhielt zahlreiche Auszeichnungen und wurde unter anderem auf dem DOK.fest München sowie dem International Documentary Film Festival Amsterdam gezeigt. Der Film wurde mehrfach ausgezeichnet und unter anderem für den Prix Europa 2015 in der Kategorie TV Documentary und den Grimme-Preis 2016 in der Kategorie Information & Kultur nominiert.
Seit 2018 arbeitet Simon an dem Langzeitprojekt Voices from the Fire, für das sie weltweit Frauen interviewte, die Opfer von Menschenhandel und Zwangsprostitution wurden. Die Premiere des Films fand im Sommer 2022 ebenfalls beim DOK.fest München statt; der Kinostart erfolgte im August desselben Jahres.
Neben ihrer Tätigkeit als Filmemacherin lehrt Helen Simon an der HFF München Dokumentarfilmtheorie. Sie war einige Jahre Mitglied im Frauen-Filmnetzwerk LaDOC.

## Filmografie
- 2004: Diane Arbus. The Wizard of Odds (Essay-Kurzfilm)
- 2006: Wenn es Nacht wird vor dem Abend (Essay-Kurzfilm)
- 2009: Wie immer herzliche Grüße (Dokumentarfilm, Co-Regie mit Nancy Brandt)
- 2014: Nirgendland (Dokumentarfilm, Regie)
- 2017: And the Moon Stands Still (Animationsfilm, Drehbuch)
- 2022: Voices from the Fire (Dokumentarfilm, Regie)

## Publikationen
- mit Judith Früh (Hrsg.): Bilder wilder Jahre. Die Filme der HFF München (1967–1979). Band I. Edition Text + Kritik, München 2011, ISBN 978-3-86916-066-5.

## Auszeichnungen
Nirgendland
- 2014: Viktor.deutsch beim DOK.fest München für den besten deutschsprachigen Dokumentarfilm[6]
- 2014: Best Student Documentary beim International Documentary Film Festival Amsterdam[11]
- 2015: Starter Filmpreis der Stadt München für künstlerisch herausragende Nachwuchsfilme[12]